# Regla Bell
Regla Maritza Bell MacKenzie (Havana, 6 de julho de 1970) é uma ex jogadora de voleibol cubana.
Atuando ao lado de algumas das maiores jogadoras de todos os tempos, como Regla Torres e Mireya Luis. Regla Bell é a jogadora que mais conquistou títulos pela seleção cubana, três vezes campeã olímpica - em Barcelona 1992, Atlanta 1996 e Sydney 2000-, além de conquistar dois mundiais e quatro copas do mundo, entre vários outros títulos.
Seu irmão mais novo, Henry Bell, também é jogador de vôlei.